# Live Undead
Live Undead är ett musikalbum från 1984 av det amerikanska metalbandet Slayer. Albumet räknas som ett livealbum, men är inspelat i studio inför ett fåtal personer.

## Låtförteckning
| Nr | Titel                  | Text           | Musik               | Längd |
| -- | ---------------------- | -------------- | ------------------- | ----- |
| 1. | Black Magic            | Kerry King     | Jeff Hanneman, King | 3:57  |
| 2. | Die by the Sword       | Hanneman       | Hanneman            | 4:03  |
| 3. | Captor of Sin          | Hanneman, King | Hanneman, King      | 3:32  |
| 4. | The Antichrist         | Hanneman       | Hanneman, King      | 3:13  |
| 5. | Evil Has No Boundaries | Hanneman, King | King                | 2:58  |
| 6. | Show No Mercy          | King           | King                | 3:02  |
| 7. | Aggressive Perfector   | Hanneman, King | Hanneman, King      | 2:29  |